# The Six-Sided Triangle
The Six-Sided Triangle (Alternativ auch 6-sided Triangle) ist ein britischer Kurzfilm von Christopher Miles aus dem Jahr 1963. Miles schrieb auch das Drehbuch und produzierte den Film, mit dem er für einen Oscar nominiert war.

## Inhalt
Komödiantisch wird das ewige Dreieck sechsfach beleuchtet, nämlich, wie eine untreue Ehefrau von ihrem Ehemann, der unerwartet nach Hause kommt, in flagranti erwischt wird und wie die Reaktionen der Betroffenen ausfallen könnten, je nachdem, ob die Situation in den Vereinigten Staaten, in England, Japan, Italien, Schweden oder Frankreich eingefangen wird.

## Produktion, Veröffentlichung
Produziert wurde der Film von Milesian Films und Lion International, vertrieben von der British Lion Film Corporation sowie Lion International Films. Gefilmt wurde in den World Wide Studios in London. Sarah Miles, die alle sechs Ehefrauen spielt, ist die Schwester von Christopher Miles. 
The Six-Sided Triangle wurde im November 1963 erstmals im Londoner Academy Kino im Vereinigten Königreich veröffentlicht.

## Rezeption

### Kritik
Bei seiner Erstaufführung in London wurde der Film gelobt. Für den damals noch unbekannten Christopher Miles eine eher überraschende Reaktion des damals üblichen britischen Publikums, das eher gelassen auf alles reagierte. Großzügiges Lob und gutes Timing für einen Film, der erstmals Regiestile parodierte, sowie witzige Szenen, so hieß es, hätten zum Erfolg des Filmes geführt. Auch habe man die eher langweiligen Kurzfilme, die oft vor dem Hauptfilm liefen, satt gehabt.
Der Macher des Films, Christopher Miles, fand die folgenden Presseäußerungen bezüglich des Films zitierenswert (alle sinngemäß übersetzt):
- „Alle filmischen Erlebnisse in eine halbe Stunde zu packen, ist ziemlich beunruhigend, aber das ist es, was ein brillanter talentierter junger Regisseur, Christopher Miles, mit ‚The Six-sided Triangle‘ gemacht hat – jede dieser Episoden ist eine satirische Freude“, urteilte das Magazin Evening News, London.
- „… das langweilige Bergman-Essen ist sehr amüsant, so ist auch der Ausbruch des leidenschaftlichen Italieners an Sarah Miles zu verstehen, der nach Beendigung eines endlosen Essens hart untertitelt ist mit: ‚Ich mag deinen Busen‘… Die Beobachtung der Filmstile ist sachkundig, aber nicht dünkelhaft“, urteilte das Magazins The Observer.
- „… Die Parodien werden sehr geschickt mit Musik und Geräuschen untermalt und mit Dialogen als Untertitel sowie der Szenerie und gutem Spiel der Schauspieler abgerundet“, hieß es im Daily Telegraph. Im Evening Standard war zu lesen, das sei „eine hervorragende Geschichte über Liebesaffären“.
- The Sunday Times lobte das schwedische Beispiel und meinte, die Todessymbole und die Erdbeeren seien das Beste gewesen, ebenso wie die gute Beobachtungsgabe. Die Daily Mirror befand, der Star des Films sei Christophers Miles Schwester Sarah, die als sechsfache Heldin vielseitig einsetzbar sei. Dieser ironische, sarkastische, witzige halbstündige Film zeige ein Talent, das es zu etwas bringen könne.

Sky war der Ansicht, dass dieser unabhängig gedrehte Film von Christopher Miles zwar eine große Wirkung erzielt habe, aber diese Satire nur sporadisch amüsant sei, wobei besonders die schwedische Episode hervorsteche.

### Auszeichnungen
Oscarverleihung 1964
- Nominierter: Christopher Miles mit dem Film in der Kategorie „Bester Kurzfilm“ (Live Action). Der Oscar ging jedoch an Paul de Roubaix und Marcel Ichac und den Film La rivière du hibou, in dem es um eine Exekution während des Sezessionskrieges geht, und dessen Handlung auf der Kurzgeschichte An Occurrence at Owl Creek Bridge von Ambrose Bierce beruht.

Internationale Kurzfilmtage Oberhausen 1964
- Zweitplatzierter

Internationale Filmfestspiele von Venedig 1964
- Auszeichnung des Films mit einem Diplom

Camerimage Internationales Festival der Kunst der Kameraführung 2004
- Auszeichnung für David Watkin

Zlin Film Festival 2008
- Besondere Einladung